# Église Sainte-Marie de Saintes
L'église Sainte-Marie est une église catholique située à Saintes, en France. Elle fut longtemps l'église abbatiale de l'abbaye aux Dames, important établissement monastique jusqu'à la Révolution réservé aux filles de la noblesse. Elle est désormais une des églises paroissiales de la ville, au même titre que l'église Saint-Pallais toute proche.

## Localisation
L'église est située dans le département français de la Charente-Maritime, à Saintes.

## Description

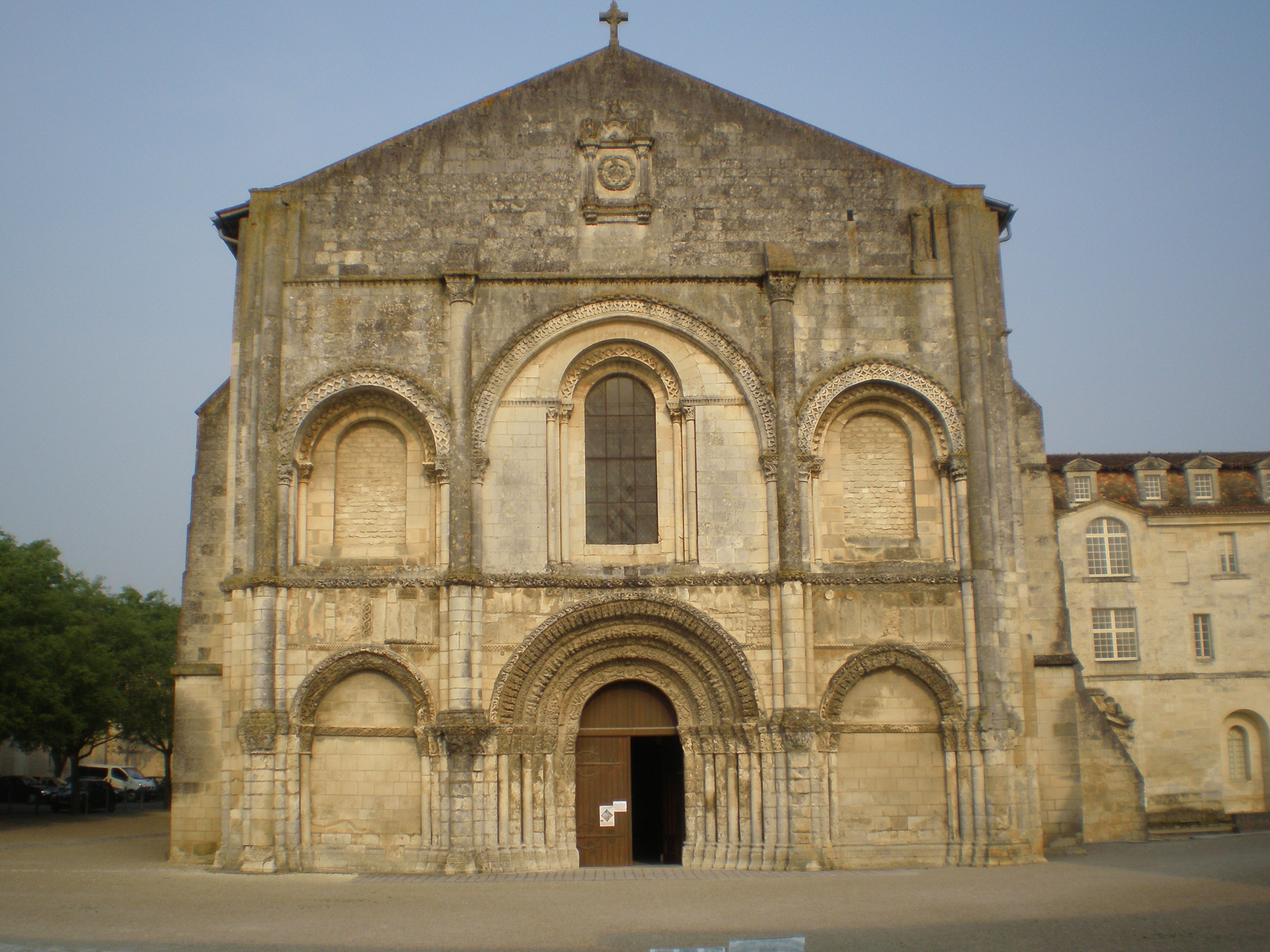
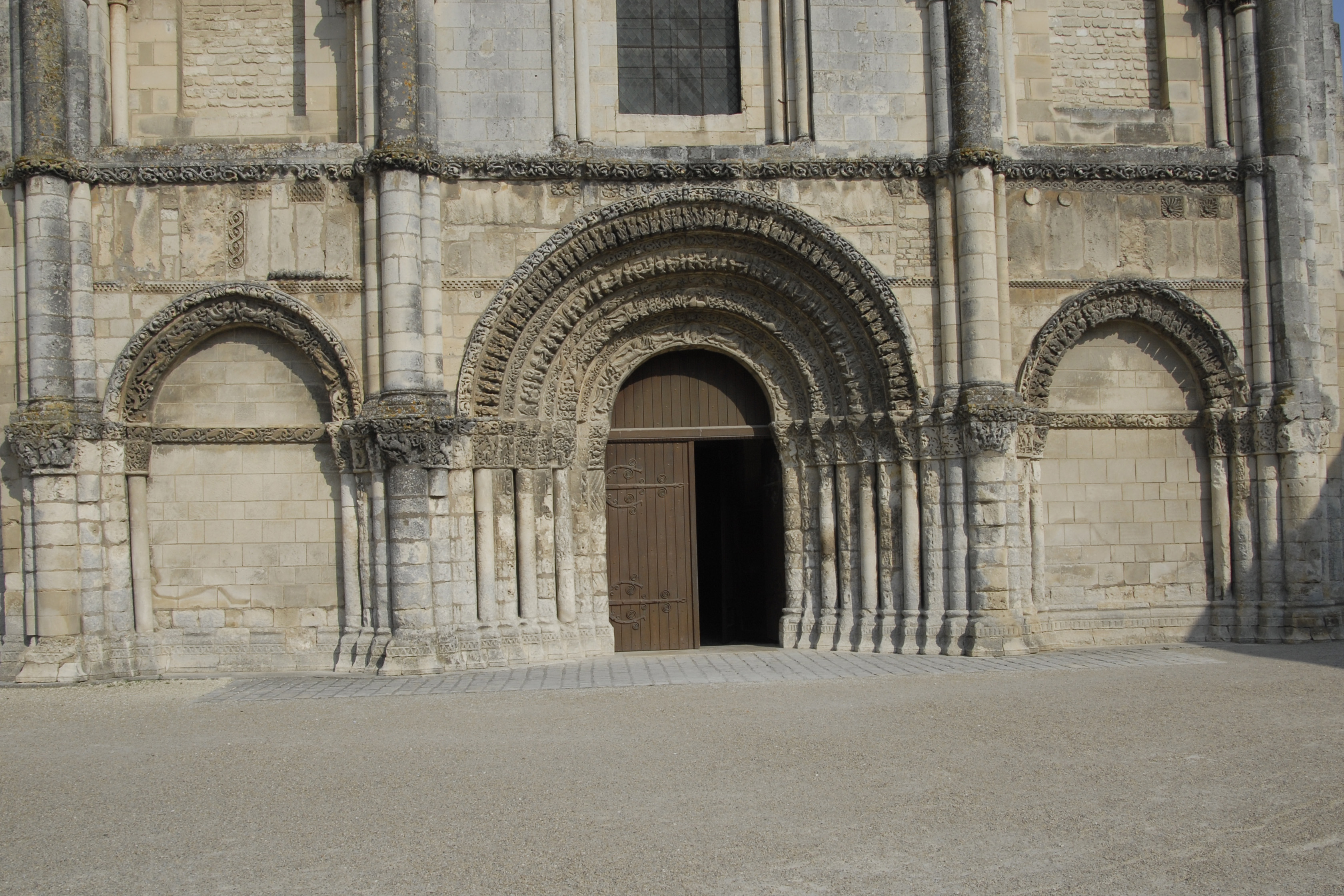
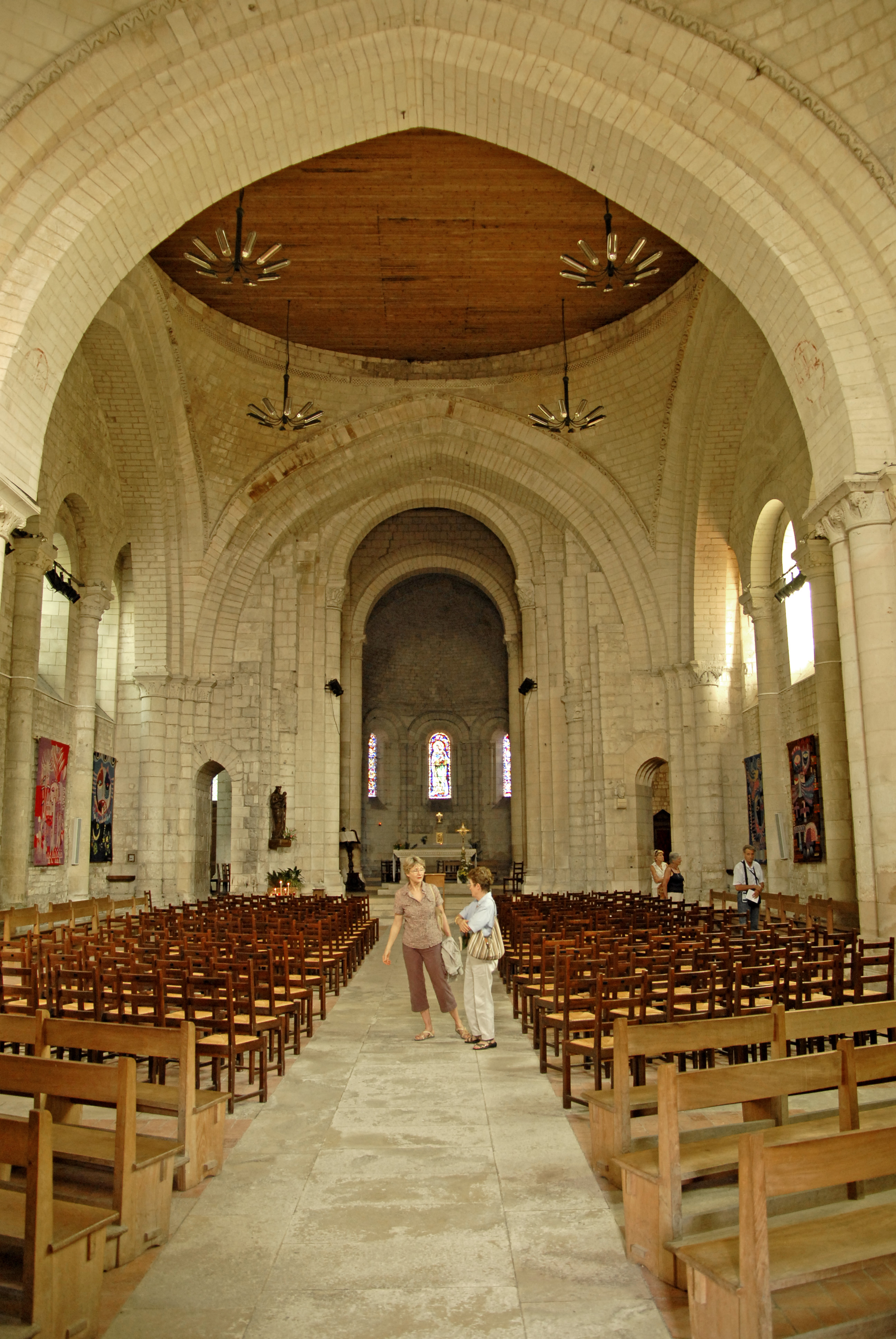
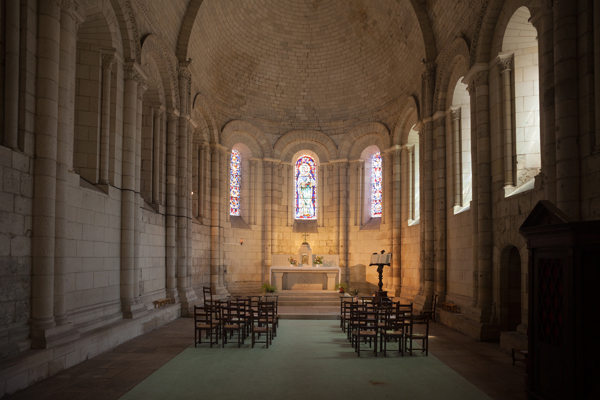

## Protection
L'église Sainte-Marie est classée au titre des monuments historiques par la liste de 1846.